# Гей Боб

Создатель куклы Харви Розенберг и два Гей-Боба

Гей Боб — кукла, созданная в 1977 году. Была представлена как первая в мире кукла-открытый гей. Гей Боб был создан Харви Розенбергом и продавался через компанию Gizmo Development. В 1987 году кукла была удостоена журналом Esquire «Премии Сомнительного Достижения» (англ. Dubious Achievement Award).
Упаковка куклы выполнена в форме шкафа (в ЛГБТ-среде выражение «выйти из шкафа» — синоним каминг-аута), она продавалась в комплекте с каталогом, по которому можно заказать дополнительную одежду для модного гея. Кукла-гей Боб в своё время стал источником огромного количества споров, поскольку гомосексуальность не считалась вариантом нормы.
Кукла имеет 13 дюймов в высоту и одета во фланелевую рубашку, узкие джинсы и ковбойские сапоги; а в одно ухо вставлена серьга. Розенберг описал внешность куклы как помесь Пола Ньюмана и Роберта Редфорда. Пропорции тела куклы анатомически правильные.